# إليزابيث شامبيرس
إليزابيث شامبيرس (بالإنجليزية: Elizabeth Chambers) هي صحفية وعارضة وممثلة أمريكية، ولدت في 18 أغسطس 1982 بسان أنطونيو في الولايات المتحدة.

## أعمال

### أفلام
- (2007) خطة اللعب

## وصلات خارجية
- إليزابيث شامبيرس على موقع IMDb (الإنجليزية)
- إليزابيث شامبيرس على موقع ألو سيني (الفرنسية)
- إليزابيث شامبيرس على موقع أول موفي (الإنجليزية)
- إليزابيث شامبيرس على موقع قاعدة بيانات الأفلام السويدية (السويدية)
- إليزابيث شامبيرس على موقع قاعدة بيانات الفيلم (الإنجليزية)
- إليزابيث شامبيرس على موقع كينوبويسك (الروسية)